# Wyspa dzikich
Wyspa dzikich – album Jacka Skubikowskiego wydany w 1985 roku nakładem wytwórni Polton.

## Lista utworów
Źródło:.
Strona 1
1. „Wyspa dzikich” (muz. i sł. Jacek Skubikowski) – 5:15
2. „Ostatnie żywe drzewo” (muz. i sł. Jacek Skubikowski) – 4:05
3. „Ja tu tylko śpię” (muz. i sł. Jacek Skubikowski) – 4:20
4. „Nie wiem o co chodzi” (muz. i sł. Jacek Skubikowski) – 4:20

Strona 2
1. „Ludozaurus” (muz. i sł. Jacek Skubikowski) – 4:10
2. „Bibiraa – mięsożerne kwiaty” (muz. i sł. Jacek Skubikowski) – 4:00
3. „Syntetyczna kobieta 'LUX'” (muz. i sł. Jacek Skubikowski) – 5:10
4. „Los stonogi” (muz. i sł. Jacek Skubikowski) – 4:50

## Twórcy
Źródło:.
- Jacek Skubikowski – śpiew, gitara, instrumenty klawiszowe

Personel
- Sławomir Wesołowski, Mariusz Zabrodzki, Piotr Madziar, Ryszard Gloger, Jacek Frączek – realizacja
- Andrzej Pągowski – projekt graficzny
- Lidia Banaszczak – foto